# ATC (A12)
Jest to część klasyfikacji anatomiczno-terapeutyczno-chemicznej:
- A – Przewód pokarmowy i metabolizm
  - A 01 – Preparaty stomatologiczne
  - A 02 – Leki stosowane w chorobach związanych z nadmierną kwasowością soku żołądkowego
  - A 03 – Leki stosowane w czynnościowych zaburzeniach przewodu pokarmowego
  - A 04 – Leki przeciwwymiotne i przeciw nudnościom
  - A 05 – Leki stosowane w chorobach dróg żółciowych i wątroby
  - A 06 – Leki przeczyszczające
  - A 07 – Leki przeciwbiegunkowe, przeciwzapalne i przeciwdrobnoustrojowe stosowane w chorobach przewodu pokarmowego
  - A 08 – Leki przeciw otyłości z wyłączeniem preparatów dietetycznych
  - A 09 – Leki poprawiające trawienie (włącznie z enzymami)
  - A 10 – Leki stosowane w cukrzycy
  - A 11 – Witaminy
  - A 12 – Preparaty uzupełniające niedobór składników mineralnych
  - A 13 – Leki wzmacniające
  - A 14 – Leki anaboliczne do stosowania ogólnego
  - A 15 – Leki zwiększające apetyt
  - A 16 – Inne leki działające na przewód pokarmowy i metabolizm

## A 12 A – Związki wapnia
- A 12 AA – Związki wapnia
  - A 12 AA 01 – fosforan wapnia
  - A 12 AA 02 – glubionian wapnia
  - A 12 AA 03 – glukonian wapnia
  - A 12 AA 04 – węglan wapnia
  - A 12 AA 05 – mleczan wapnia
  - A 12 AA 06 – laktoglukonian wapnia
  - A 12 AA 07 – chlorek wapnia
  - A 12 AA 08 – glicerylofosforan wapnia
  - A 12 AA 09 – kompleks lizyny z cytrynianem wapnia
  - A 12 AA 10 – glukoheptonian wapnia
  - A 12 AA 11 – pangamanian wapnia
  - A 12 AA 13 – cytrynian wapnia
  - A 12 AA 20 – wapń – połączenia różnych soli
  - A 12 AA 30 – lewulinian wapnia
- A 12 AX – Preparaty złożone zawierające związki wapnia i inne leki

## A 12 B – Związki potasu
- A 12 BA – Związki potasu
  - A 12 BA 01 – chlorek potasu
  - A 12 BA 02 – cytrynian potasu
  - A 12 BA 03 – wodorowinian potasu
  - A 12 BA 04 – wodorowęglan potasu
  - A 12 BA 05 – glukonian potasu
  - A 12 BA 30 – potas – połączenia różnych soli
  - A 12 BA 51 – chlorek potasu w połączeniach

## A 12 C – Inne preparaty uzupełniające niedobór składników mineralnych
- A 12 CA – Związki sodu
  - A 12 CA 01 – chlorek sodu
  - A 12 CA 02 – siarczan sodu
- A 12 CB – Związki cynku
  - A 12 CB 01 – siarczan cynku
  - A 12 CB 02 – glukonian cynku
  - A 12 CB 03 – kompleks białkowy cynku
- A 12 CC – Związki magnezu
  - A 12 CC 01 – chlorek magnezu
  - A 12 CC 02 – siarczan magnezu
  - A 12 CC 03 – glukonian magnezu
  - A 12 CC 04 – cytrynian magnezu
  - A 12 CC 05 – asparaginian magnezu
  - A 12 CC 06 – mleczan magnezu
  - A 12 CC 07 – lewulinian magnezu
  - A 12 CC 08 – pidolan magnezu
  - A 12 CC 09 – orotan magnezu
  - A 12 CC 10 – tlenek magnezu
  - A 12 CC 30 – magnez – połączenia różnych soli
- A 12 CD – Związki fluoru
  - A 12 CD 01 – fluorek sodu
  - A 12 CD 02 – monofluorofosforan sodu
  - A 12 CD 51 – fluor w połączeniach
- A 12 CE – Związki selenu
  - A 12 CE 01 – selenian sodu
  - A 12 CE 02 – selenek sodu
- A 12 CX – Preparaty zawierające inne składniki mineralne